# René de Boer
René de Boer (Groninga, 14 de marzo de 1945) es un escultor neerlandés.

## Datos biográficos
El artista visual de Groninga René De Boer tomó el curso de escultura en la Academia Minerva, en Groninga. Es un diseñador espacial basado en Usquert. En sus obras , principalmente utiliza el acero Corten como material .

## Obras (selección)
Entre las mejores y más conocidas obras de René de Boer se incluyen las siguientes:
- Imágenes a lo largo del Tjonger -Beelden langs de Tjonger - Hoornsterzwaag (2008)
- Puerto Cabo Norte - Poort Kaap Noord - Eemsmond (2003)
- El oído - Het oor - Hoogeveen (2002)
- Wentling -Wending - Zuidlaren (2001)
- Puerto Werkman -Werkmanpoort - Hooghalen (2000)
- Boomerang -Boemerang - Beilen (1996) Beilen (1996)
- Cuernos -Hoornen - Ceresdorp (1990)
- Puerto - Poort - Wagenborgen (1986)
- Reciclado (8 piezas) - Kringloop (8-delig) - Groninga(Exposición: Zomerbeelden/GKK/1984)
- De cola de milano - Zwaluwstaart - Groninga(1984)
- Waving Reed (4 piezas) - Wuivend riet (4-delig) - (1977) - objetos cinéticos

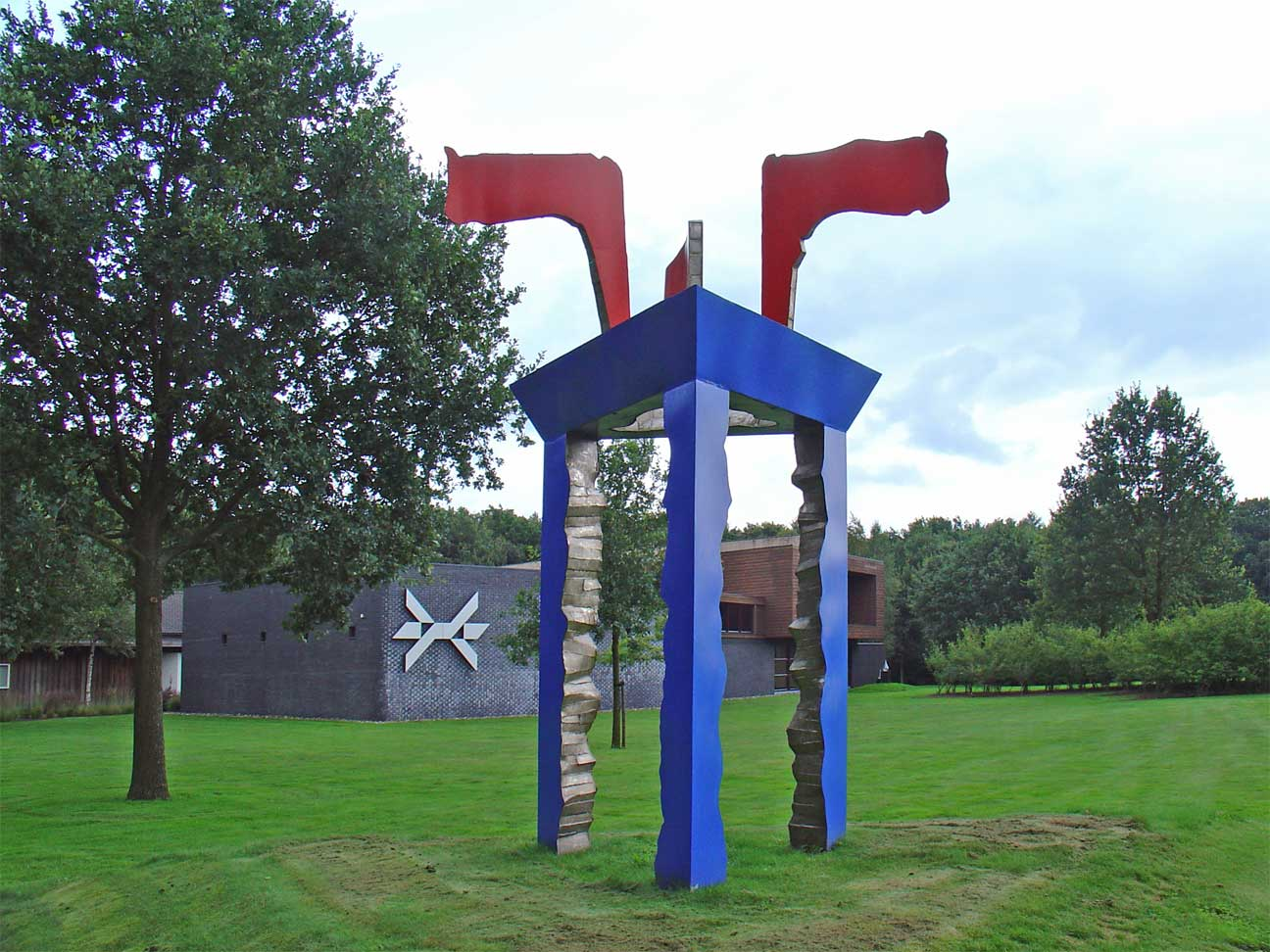
Puerto Werkman - Werkmanpoort (2000) bij het Herinneringscentrum Kamp Westerbork
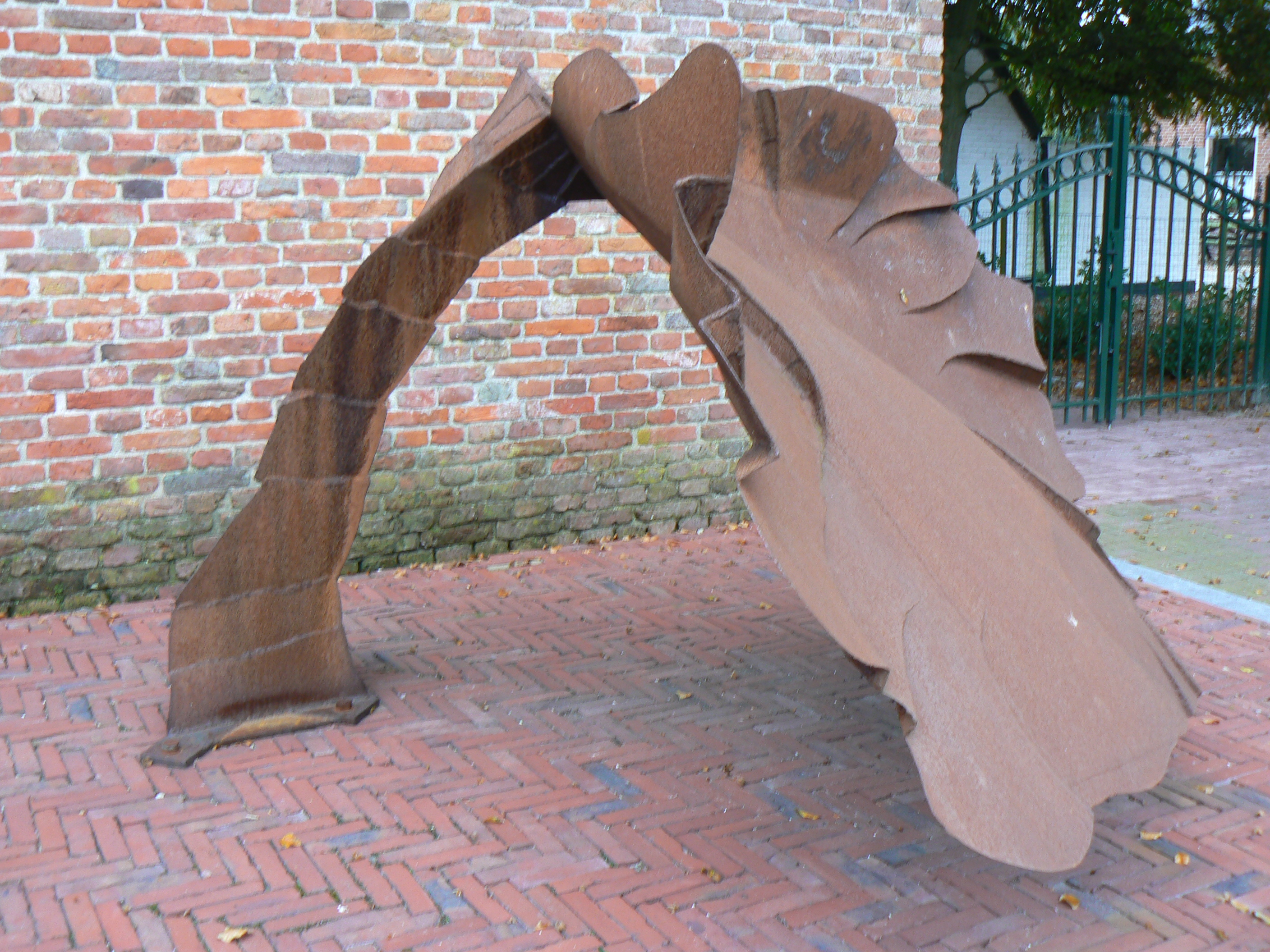
1940-1945 en Meeden
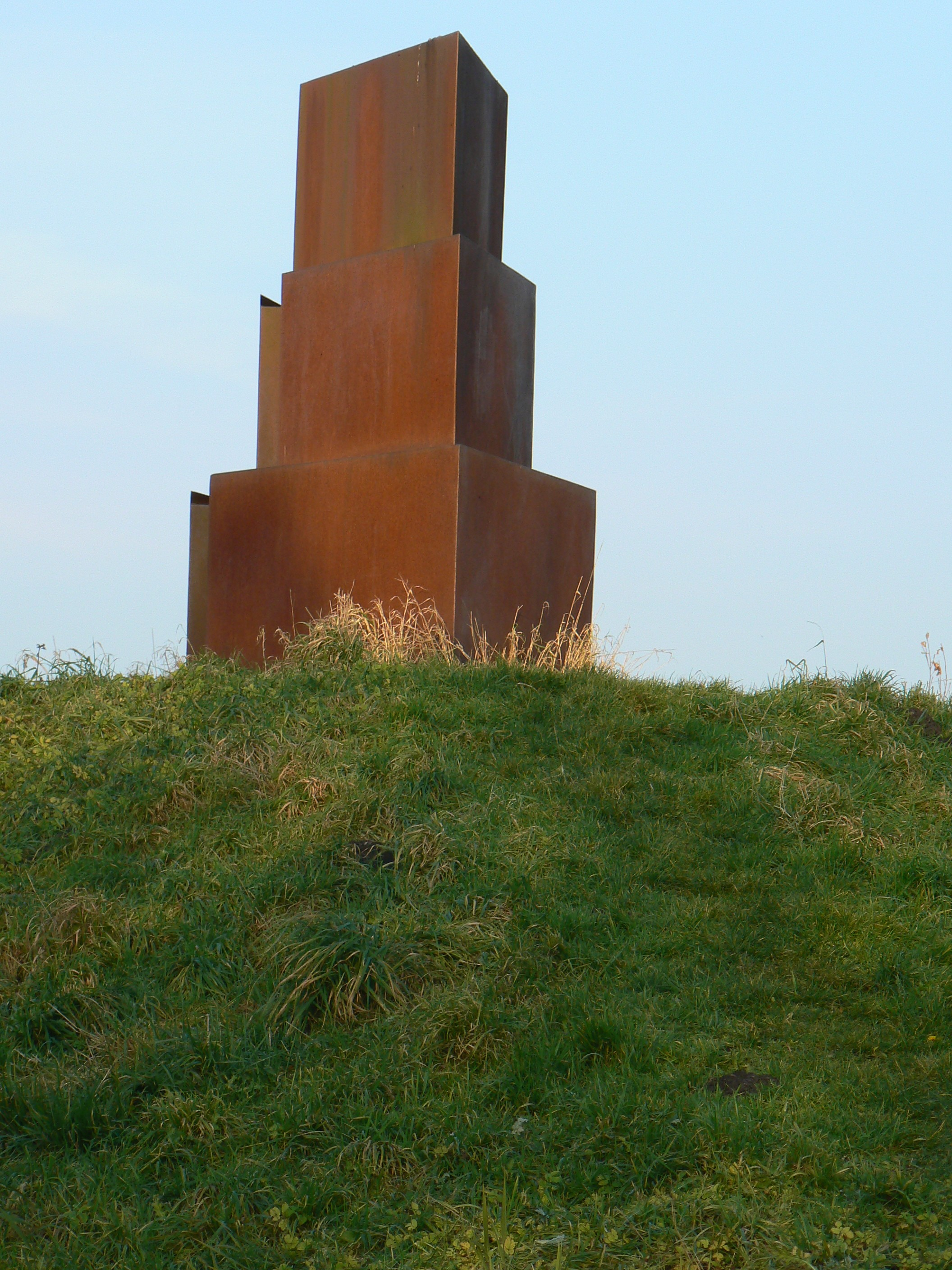
Puerto - Poort (1986) en Wagenborgen
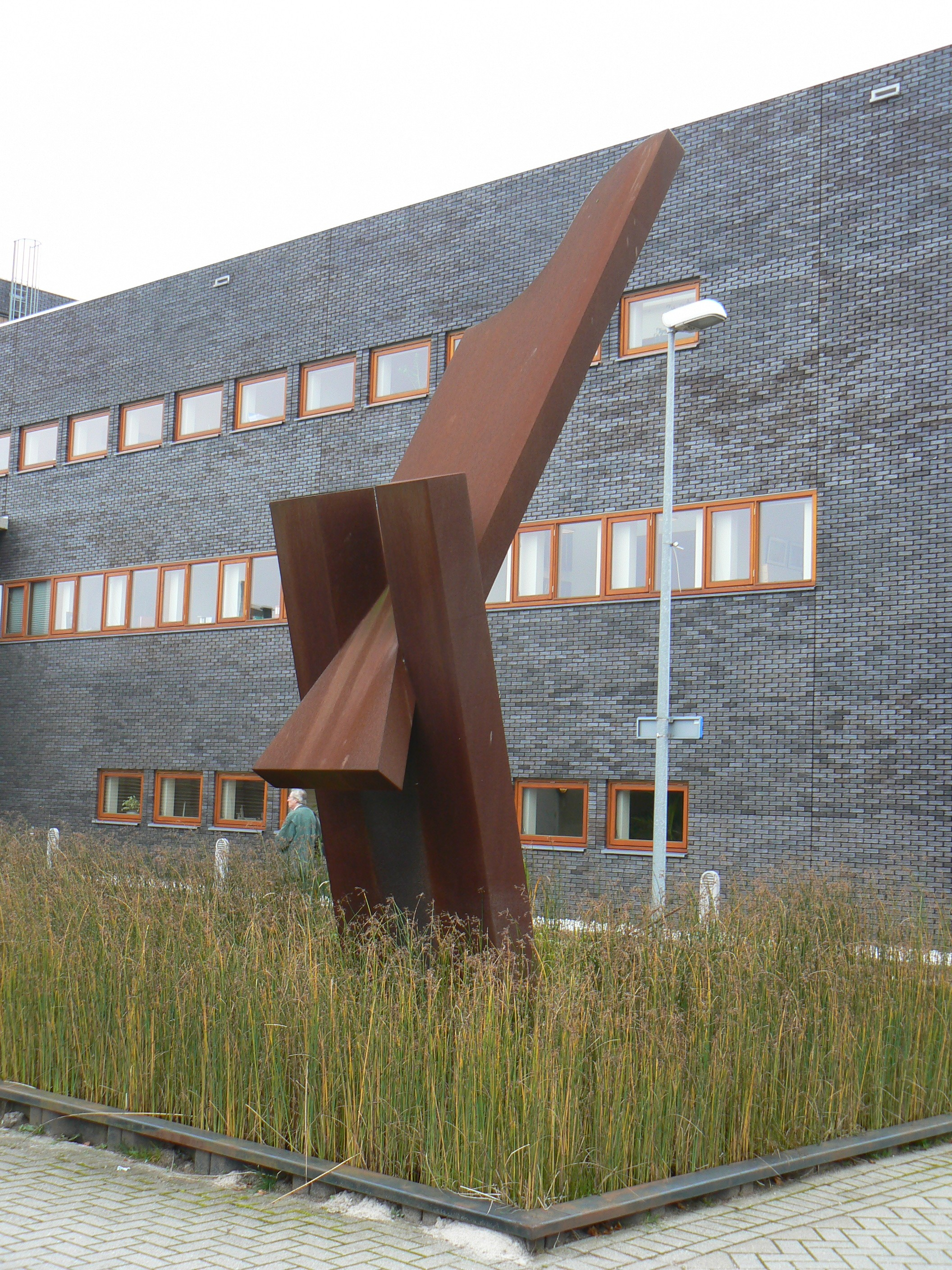
De cola de milano - Zwaluwstaart (1984) en Groninga
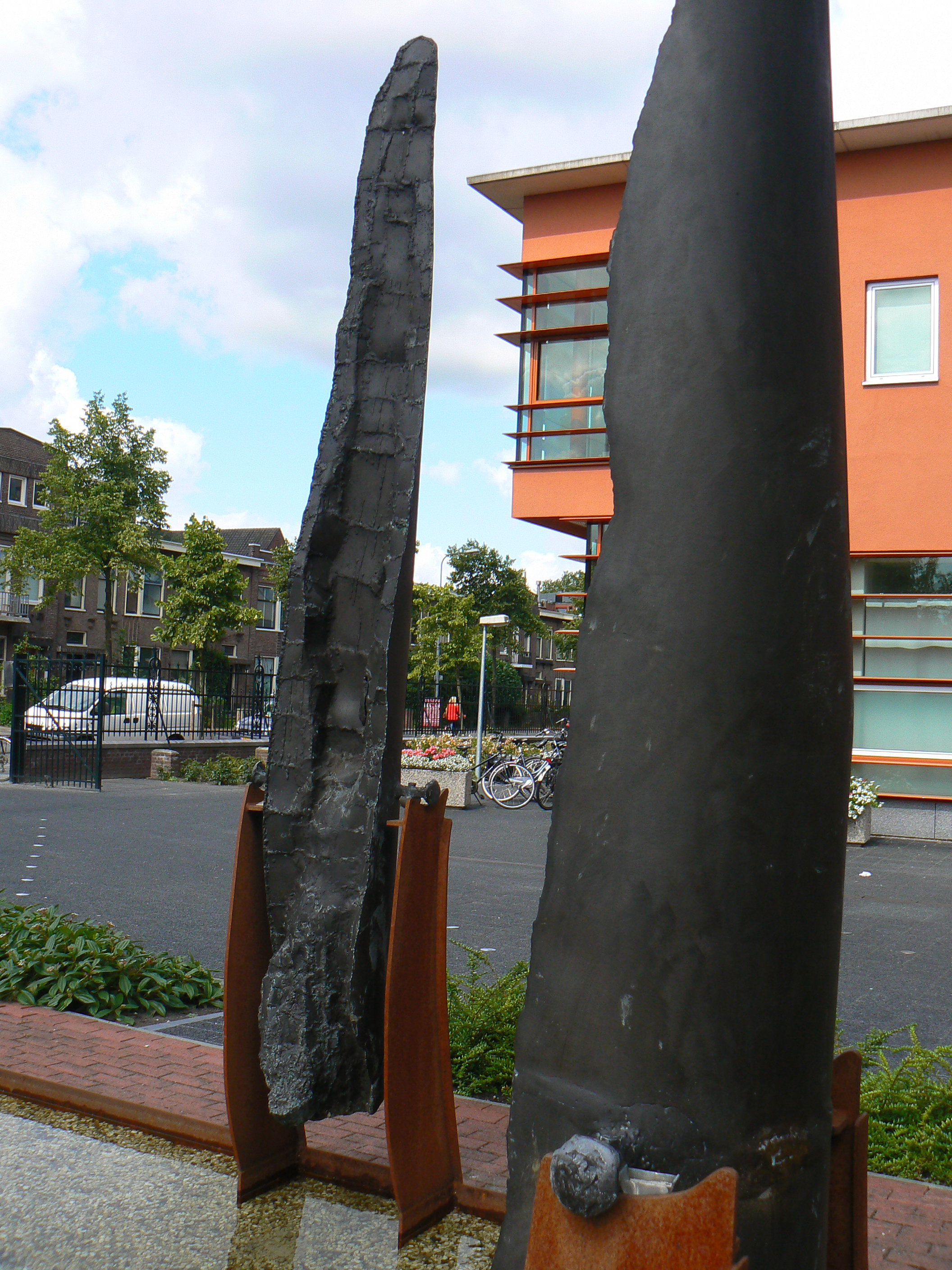
Waving caña - Wuivend riet (1977) en Groninga
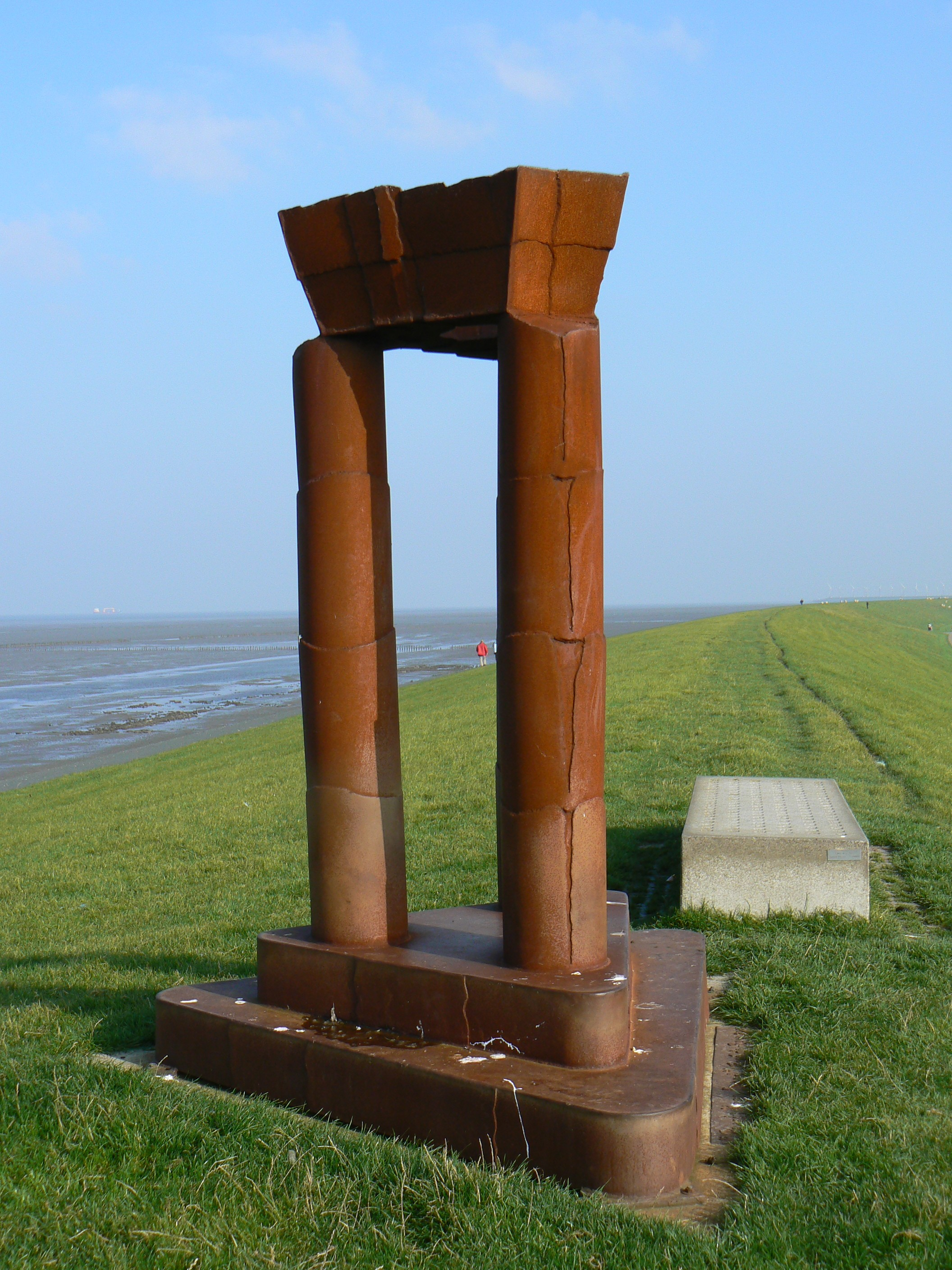
Puerta del cabo Norte (2003) en Uithuizermeeden